# Consiglio di Stato (Due Sicilie)
Il Consiglio di Stato o Consiglio ordinario di Stato fu un organo governativo del Regno di Napoli e successivamente del Regno delle Due Sicilie.

## Storia

### Nel Regno di Napoli
Fu creato nel 1806 era composto da ventiquattro consiglieri, aumentati poi in periodo murattiano, e di un segretario generale. Presieduto dal re, poteva da questi essere consultato su ogni questione, mentre doveva essere obbligatoriamente sentito in materia di nuove imposizioni, e, in seguito, di leggi e regolamenti generali di pubblica amministrazione. 
Fu diviso in sezioni: legislazione, finanze, interno, guerra e marina. La successiva legge del 17 settembre 1806 prescrisse l'esame di merito, da parte delle sezioni competenti, dei progetti di legge appena questi fossero stati proposti dai ministri e approvati dal re. Dalla legge 24 gennaio 1807 fu attribuita al consiglio anche la risoluzione delle controversie tra fisco e privati per il censimento delle terre del Tavoliere. I decreti 24 ottobre 1809 riorganizzarono il consiglio e ne definirono le funzioni contenziose, che spaziavano dalla regolamentazione dei conflitti di attribuzione tra uffici amministrativi e dei corpi giudiziari, alla revisione delle decisioni della corte dei conti e delle sentenze del consiglio delle prede marittime, all'approvazione dei bilanci delle amministrazioni comunali con rendita superiore a cinquemila ducati. Il contenzioso era affidato ad una commissione di quattro relatori e quattro uditori ed era presieduta dal gran giudice ministro di giustizia. Fu abolito con decreto 17 luglio 1815.

### Nelle Due Sicilie
Fu definito nella costituzione del 1820, già menzionato nel 1816. Il consiglio di stato era presieduto dal Ministro Segretario di stato di grazia e giustizia, originariamente, ma vi partecipava il sovrano come presidente; composto da ventiquattro consiglieri, cittadini del regno, nominati dal Re. Il Consiglio esaminava quindi tutti gli affari amministrativi, le proposte per la provvista delle cariche e degli impieghi, per le pensioni e per le grazie, i progetti di leggi, di decreti e di regolamenti generali, che il re, oltre a deciderne l'approvazione, poteva rinviare alla discussione delle Consulte, peraltro non ancora attivate al momento della pubblicazione del decreto. Dei pareri espressi e delle decisioni del sovrano si doveva tenere un protocollo, mentre i ministri dovevano render conto in Consiglio dell'esecuzione delle risoluzioni del re. In base al regio decreto dell'11 gennaio 1831, segretario del Consiglio di Stato fu il Segretario particolare del re, istituito con lo stesso provvedimento.
Fu abolito dopo la riunificazione, con decreto regio del 10 gennaio 1861, del Re d'Italia.